# Speedski-Weltcup in Verbier
Der Speedski-Weltcup in Verbier gehörte von der Saison 2005 bis 2013 zum FIS Speedski-Weltcup. Er wurde vom Internationalen Skiverband (FIS) und Schweizer Speedski-Verband veranstaltet. Die Rennen des Speedski wurden auf dem Hang des Mont Fort ausgetragen.

## Geschichte
Von der ersten Austragung 2005 bis 2013 fand in Verbier jährlich das Weltcupfinale statt. In den Jahren 2007 und 2011 fand auf Grund der Speedski-Weltmeisterschaft kein Weltcup statt. Der Speedski-Weltcup im schwedischen Hundfjället am 6. April 2005 wurde abgesagt und am 11./12. April 2005 in Verbier nachgeholt. Der Speedski-Weltcup im italienischen Breuil-Cervinia 2009 wurde abgesagt, weil dort kein Schnee zur Verfügung stand, wurde das Rennen am 21. April 2009 in Verbier nachgeholt. Das Weltcupfinale am 21. und 23. April 2014 wurde offiziell abgesagt wegen des massiven Abschmelzens des Gletschers in den letzten Jahren. Dies hat sich drastisch im Profil der Piste niedergeschlagen. Außerdem ist es nicht möglich, die Piste mit Schnee zu bedecken.

## Ergebnisse

### Männer
| Auflage | Saison | Klassen    | Sieger                  | Zweiter                 | Dritter               |
| ------- | ------ | ---------- | ----------------------- | ----------------------- | --------------------- |
| 01      | 2005   | Männer     | Tor Schultze            | Jukka Viitasaari        | Marc Poncin           |
| 01      | 2005   | Männer     | Jukka Viitasaari        | Marc Poncin             | Roger Wickman         |
| 02      | 2006   | S1         | Simone Origone          | Jonathan Moret          | Philippe May          |
| 02      | 2006   | SDH        | Jimmy Montes            | Dominick Jechoux        | Pierre-Andre Delansay |
| 03      | 2008   | S1         | Simone Origone          | Jukka Viitasaari        | Philippe May          |
| 03      | 2008   | SDH        | Marc Poncin             | Jimmy Montes            | Mathieu Sage          |
| 04      | 2009   | S1         | Wettkampf abgesagt      | Wettkampf abgesagt      | Wettkampf abgesagt    |
| 04      | 2009   | SDH        | Charles Edouard Queyras | Stefano Bar             | Marc Poncin           |
| 04      | 2009   | S1         | Simone Origone          | Jonathan Moret          | Philippe May          |
| 04      | 2009   | SDH        | Gregory Meichtry        | Marc Poncin             | Mathieu Sage          |
| 05      | 2010   | S1         | Simone Origone          | Ivan Origone            | Philippe May          |
| 05      | 2010   | SDH        | Günther Foidl           | Michel Goumoens         | Gregory Meichtry      |
| 05      | 2010   | SDH Junior | Stefano Bar             | Charles Edouard Queyras | Emmeric Mabit         |
| 06      | 2012   | S1         | Klaus Schrottshammer    | Simone Origone          | Ivan Origone          |
| 06      | 2012   | SDH        | Gregory Meichtry        | Markus Münzer           | Stefano Bar           |
| 06      | 2012   | SDH Junior | Charles Edouard Queyras | Erik Backlund           | Robin Portal          |
| 07      | 2013   | S1         | Simone Origone          | Ivan Origone            | Simon Billy           |
| 07      | 2013   | SDH        | Gregory Meichtry        | Günther Foidl           | Michel Goumoens       |
| 07      | 2013   | SDH Junior | Erik Backlund           | Stefano Zancardi        | Matteo Viana          |

### Damen
| Auflage | Saison | Klassen    | Sieger                | Zweiter                | Dritter                |
| ------- | ------ | ---------- | --------------------- | ---------------------- | ---------------------- |
| 01      | 2005   | Damen      | Elena Banfo           | Kati Metsapelto        | Tracie Sachs           |
| 01      | 2005   | Damen      | Kati Metsapelto       | Elena Banfo            | Tracie Sachs           |
| 02      | 2006   | S1         | Sanna Tidstrand       | Tracie Sachs           | Kati Metsapelto        |
| 02      | 2006   | SDH        | Charlotte Bar         | Clarisse Jasmin        | Emilie Dorneau         |
| 03      | 2008   | S1         | Sanna Tidstrand       | Karine Dubouchet Revol | Linda Baginski         |
| 03      | 2008   | SDH        | Jennifer Romano       | Patty Moll             | Maude Lakdar           |
| 04      | 2009   | S1         | Sanna Tidstrand       | Tracie Sachs           | Elena Banfo            |
| 04      | 2009   | SDH        | Jennifer Romano       | Audrey Passet          | Patty Moll             |
| 04      | 2009   | S1         | Sanna Tidstrand       | Tracie Sachs           | Elena Banfo            |
| 04      | 2009   | SDH        | Jennifer Romano       | Patty Moll             | Audrey Passet          |
| 05      | 2010   | S1         | Linda Baginski        | Tracie Sachs           | Karine Dubouchet Revol |
| 05      | 2010   | SDH        | kein Athlet gestartet | kein Athlet gestartet  | kein Athlet gestartet  |
| 05      | 2010   | SDH Junior | Celia Martines        | Audrey Passet          | Manon Sultan           |
| 06      | 2012   | S1         | Sanna Tidstrand       | Liss-Anne Pettersen    | Tracie Sachs           |
| 06      | 2012   | SDH        | Valentina Greggio     | Celia Martines         | –                      |
| 06      | 2012   | SDH Junior | Britta Backlund       | Justine Theillet       | Betty Jechoux          |
| 07      | 2013   | S1         | Sanna Tidstrand       | Liss-Anne Pettersen    | Karine Dubouchet Revol |
| 07      | 2013   | SDH        | Valentina Greggio     | Celia Martines         | Audrey Passet          |
| 07      | 2013   | SDH Junior | Britta Backlund       | Tiphaine Beaumont      | -                      |